# Trofeo Moschini 1938
Il Trofeo Moschini 1938, decima edizione della corsa nota in precedenza come "Milano-Mantova", si svolse il 2 ottobre 1938 su un percorso di 260 km con partenza a Goito e arrivo a Mantova. Fu vinto dall'italiano Francesco Albani, che completò il percorso in 8h18'00", precedendo i connazionali Osvaldo Bailo e Diego Marabelli; parteciparono 36 ciclisti.

## Percorso
Organizzata da La Mantova Sportiva, la corsa prese il via da Goito avviandosi verso Brescia (km 48,5), il Colle di Sant'Eusebio, Vestone (km 85), Ponte Caffaro e Tiarno di Sopra (km 122,5); da qui si scese verso Riva del Garda (km 144,2) costeggiando quindi il Lago di Garda via Malcesine e Brenzone sul Garda fino a Torri del Benaco, da cui si attaccò la salita di San Zeno di Montagna. Si passò a seguire da Affi (km 199), Sandrà (km 210) e Volta Mantovana per giungere allo Stadio Leoni di Mantova dopo 260 km di corsa.

## Ordine d'arrivo (Top 10)
| Pos. | Corridore          | Squadra | Tempo    |
| ---- | ------------------ | ------- | -------- |
| 1    | Francesco Albani   | Wolsit  | 8h18'00" |
| 2    | Osvaldo Bailo      | Bianchi | s.t.     |
| 3    | Diego Marabelli    | Bianchi | s.t.     |
| 4    | Secondo Magni      | Legnano | s.t.     |
| 5    | Vasco Bergamaschi  | Bianchi | s.t.     |
| 6    | Giovanni Cazzulani | Legnano | s.t.     |
| 7    | Pietro Chiappini   | -       | s.t.     |
| 8    | Attilio Masarati   | Lygie   | s.t.     |
| 9    | Cesare Del Cancia  | Ganna   | s.t.     |
| 10   | Igino Ciccotelli   | -       | s.t.     |